# Любов и гняв
„Любов и гняв“ (на италиански: Amore e rabbia) е италиански антология филм от 1969 година, съдържащ пет отделни сегмента без сюжетна връзка помежду им. Режисирани от Марко Белокио, Елда Татоли, Бернардо Бертолучи, Пиер Паоло Пазолини, Жан-Люк Годар и Карло Лицани по собствени идеи и сценарии.

## Епизоди и режисьори
| Режисьор                   | Име                                 | Име в оригинал                   |
| -------------------------- | ----------------------------------- | -------------------------------- |
| Карло Лицани               | „Безразличието“                     | „L'indifferenza“                 |
| Бернардо Бертолучи         | „Агония“                            | „Agonia“                         |
| Пиер Паоло Пазолини        | „Последствията на хартиеното цвете“ | „La sequenza del fiore di carta“ |
| Жан-Люк Годар              | „Любовта“                           | „L'amore“                        |
| Марко Белокио, Елда Татоли | „Обсъждаме, обсъждаме“              | „Discutiamo, discutiamo“         |

## В ролите

### Безразличие
| Актьор     | Роля  |
| ---------- | ----- |
| Том Бейкър | [ 1 ] |

### Агония
| Актьор                | Роля            |
| --------------------- | --------------- |
| Джулиън Бек           | Умиращият човек |
| Джулио Чезаре Кастело | Изповедникът    |
| Адриано Апра          | Чиновникът      |

### Последствията на хартиеното цвете
| Актьор        | Роля   |
| ------------- | ------ |
| Нинето Даволи | Ричето |

### Любов
| Актьор           | Роля       |
| ---------------- | ---------- |
| Кристин Гуехо    | Актрисата  |
| Нино Кастелнуово | Режисьорът |
| Катрин Журдан    | Зрител 1   |
| Паоло Поцези     | Зрител 2   |

### Обсъждаме, обсъждаме
| Актьор        | Роля     |
| ------------- | -------- |
| Марко Белокио | Лекторът |